# Ayatollah (produttore discografico)
Ayatollah, pseudonimo di Lamont Dorrell (...), è un produttore discografico statunitense hip-hop del Queens, New York, che ha prodotto per rapper prevalentemente con sede a New York tra cui Mos Def, Talib Kweli, R.A. the Rugged Man, Tragedy Khadafi, Wordsworth, Vast Aire, Afu-Ra, Guru, MOP, Inspectah Deck, Cormega, Ghostface Killah, e molti altri.
In generale, la produzione di Ayatollah comprende un suono hip-hop autentico e pieno di sentimento della costa orientale che gli è valso sia un costante successo che consenso, già dalla fine degli anni '90.

## Biografia
Ayatollah ha ricevuto per la prima volta un riconoscimento dopo aver prodotto Ms. Fat Booty, il successo del rapper Mos Def, il primo singolo tratto dal suo album Black on Both Sides; in seguito ricevette una targa d'oro per la sua traccia più famosa fino ad oggi, la hit di Styles P The Life, con Pharoahe Monch di Organized Konfusion, che apparve nella compilation Soundbombing III della Rawkus Records.
Ayatollah è un produttore preferito di molti MC di Queensbridge in particolare, e dopo aver lavorato con Cormega su Rap's a Hustle al suo debutto The Realness, quest'ultimo ha deciso di lavorare ad un album successivo prodotto esclusivamente da Ayatollah, un progetto tanto atteso che da allora non è riuscito a realizzare.
Ha pubblicato album strumentali, il debutto non ufficiale del 2003 So Many Reasons to Rhyme e da allora nel 2006 Listen, su Nomadic Wax, Now Playing su Nature Sounds e The Quixotic. Ha lavorato con Rakim in A Cold Feeling, una canzone inedita per la colonna sonora del film The Wash.
La produzione di Ayatollah è stata descritta in molte pubblicazioni. L'album di debutto del 2006 del nuovo arrivato di Brooklyn Okai, Dekonstruktion of the Mind, è stato interamente prodotto da Ayatollah. È diventato il produttore del gruppo THUG Angelz, con gli affiliati del Wu-Tang Clan Hell Razah e Shabazz the Disciple.
Nel 2015, Ayatollah inizia a lavorare con il team di produzione hip hop Widowmaker formando il trio COLOSSUS. Il loro album strumentale di debutto, Ayatollah Presents: COLOSSUS, è stato pubblicato in digitale il 7 giugno 2015. A metà agosto 2015 è stata pubblicata una tiratura limitata in vinile.

## Discografia

### Album
- So Many Reasons to Rhyme (2003) Organized Krhyme Unit Inc.
- Personal Legend Vol.1 (2003) Old Negro Spirituals Music
- Listen (2006) Soundchron Records
- Now Playing (2006) Nature Sounds
- Louder (2008) Triboro Bridge Commission
- Drum Machine (2008) Nature Sounds
- The Quixotic Remix EP (2010)
- The Quixotic (2010) Nature Sounds
- Cocoon (2010) Nature Sounds
- Live From The MPC 60 (2010) Nature Sounds
- Fingertips (2011) Nature Sounds
- Avant Garde (2013) Elementality Productions
- Be Real Black For Me (2014) Elementality Productions
- Who Is My Soul Brother? (2015) Day By Day Entertainment
- Wendee (2015) Soulspazm/Elementality Productions
- Ayatollah Presents: COLOSSUS (2015) (with Widowmaker) Scrimshaw Wax
- The Box Cutter Brothers (with Drasar Monumental) (2015) Day By Day Entertainment
- Box Cutter Brothers II (with Drasar Monumental) (2015) Day By Day Entertainment
- Weapons of Mass Production: Episode 1 (with Budget Money) (2016)
- Blaxplotiation (with Hell Razah) (2017) Mixtapes.com
- Box Cutter Brothers - B.C.B. 4 (with Drasar Monumental) (2017) Vendetta Vinyl
- Box Cutter Brothers - 5 (with Drasar Monumental) (2018) Vendetta Vinyl
- Karmic Points (2018) Ayatollah Beats
- Phantom Of The Chakras (2018) Ayatollah Beats

### Produzione
- Nolage "A Few Shades Lighter" & "The Grind" (Aquire Nolage, 2019)
- Killa Kidz "Who Write This Song" (Streets Is Real, 2019)
- Q-Unique "Brooklyn Stomp" (The Mechanic, 2018)
- Jaysaun "Opinions" (Kill Ya Boss, 2018)
- J-Love "Best That I Got" (Return Of The Polo Bear, 2018)
- Alpha Faktion "The Real Truth" (Creative Control, 2017)
- Hell Razah "Brooklyn Baby" (The Hood Transporter 3, 2016)
- Gage-One "Lay It Down" (Storm Shadow Mixtape, 2016)
- Talib Kweli "Bright As The Stars" (Train Of Thought: Lost Lyrics, Rare Releases + Beautiful B-Sides, Volume One, 2015)
- Capone-N-Noreaga "Future" & "Not Stick You Pt. 2" (feat. Tragedy) (Lessons, 2015)
- Big Noyd, Large Professor, Kool G Rap "Naturally Born" (2014)
- Illa Ghee "Talking In A 3rd Person" (Social Graffiti, 2014)
- Vast Aire "Red Pill Feat. Karniege" (Best Of The Best Vol. 1, 2013)
- One Dae "Daes & Times Feat. C-Rayz Walz" (Daes & Times, 2013)
- J-Love "Outdoors Postcards", "As If I Was the Last" (Pardon My Intrusion, 2013)
- Killah Priest "Super God" (The Psychic World of Walter Reed) (2013)
- Apathy "School for Scoundrels Feat. Celph Titled" (2012)
- Moka Only Bridges (Entire Album) (2012)
- Satchel Page "Young Patriarch" (Entire Album) (2010)
- Cormega "Rapture" (2009)
- Traum "Hip Hop Feat. Big Noyd" (Mad Dreamz, 2009)
- Traum "Blast Off Feat. Lil' Fame of M.O.P. and Cormega" (Mad Dreamz, 2009)
- Sean Price "Crazy" (2007)
- Saul Abraham - Love's Gonna Flow (2007)
- eMC "Four Brothers" (2007)
- Okai Dekonstruktion of the Mind (Entire Album) (2006)
- Tragedy Khadafi "No Equivalent" (Thug Matrix, 2005)
- Sean Price "Spliff N Wessun" (Monkey Barz, 2005)
- Saigon "Do You Know" (Do You Know EP, 2005)
- R.A. The Rugged Man "Chains", "Make Luv Outro" (Die Rugged Man Die, 2004)
- Wordsworth "Right Now", "Evol" (Mirror Music, 2004)
- Cormega "Bring it Back" (Legal Hustle, 2004)
- Vast Aire "Elixir" (Look Mom...No Hands, 2004)
- The Last Emperor "Karma", "Tiger Trail" (Music, Magic, Myth, 2003)
- Inspectah Deck "The Movement", "Who Got It", "Shorty Right There", "Vendetta", "That Nigga" (The Movement, 2003)
- Afu-Ra "Think Before You..." (Life Force Radio, 2002)
- R.A. The Rugged Man "You Don't Wanna Fuck Wit" (2002)
- Royce Da 5'9" "Life" (Rock City (Version 2.0), 2002)
- Styles P & Pharoahe Monch "My Life" (Soundbombing III, 2002)
- Talib Kweli "Joy", "The Proud" (Quality, 2002)
- Screwball 4 tracks (Loyalty, 2001)
- Cormega "Rap's a Hustle" (The Realness, 2001)
- Ghostface Killah "WTC Pt. 2"
- Guru "Cry" (Baldhead Slick & Da Click, 2001)
- Tragedy Khadafi "Lift Ya Glass" (Against All Odds, 2001)
- Masta Ace "Hold U" (Disposable Arts, 2001)
- Mos Def "Ms. Fat Booty 2" (Lyricist Lounge 2, 2000)
- Cella Dwellas "Game of Death" (The Last Shall Be First, 2000)
- Mos Def "Ms. Fat Booty", "Know That" (Black on Both Sides, 1999)
- Ilacoin, Labba, Black Rob "By a Stranger" (2000)